# Cedar Point (Texas)
Cedar Point es un lugar designado por el censo ubicado en el condado de Polk en el estado estadounidense de Texas. En el Censo de 2010 tenía una población de 630 habitantes y una densidad poblacional de 130,5 personas por km².

## Geografía
Cedar Point se encuentra ubicado en las coordenadas 30°48′3″N 95°4′39″O / 30.80083, -95.07750. Según la Oficina del Censo de los Estados Unidos, Cedar Point tiene una superficie total de 4.83 km², de la cual 2.34 km² corresponden a tierra firme y (51.45%) 2.48 km² es agua.

## Demografía
Según el censo de 2010, había 630 personas residiendo en Cedar Point. La densidad de población era de 130,5 hab./km². De los 630 habitantes, Cedar Point estaba compuesto por el 95.08% blancos, el 2.54% eran afroamericanos, el 0.32% eran amerindios, el 0.48% eran asiáticos, el 0% eran isleños del Pacífico, el 0.79% eran de otras razas y el 0.79% pertenecían a dos o más razas. Del total de la población el 5.71% eran hispanos o latinos de cualquier raza.